# Acrocyrtidus fasciatus
Acrocyrtidus fasciatus là một loài bọ cánh cứng trong họ Cerambycidae.